# Fernando Falcão
Fernando Falcão é um município brasileiro do estado do Maranhão, Região Nordeste do país.

## História
Fernando Falcão, antigo distrito criado com a denominação de Resplandes pela lei estadual nº 269 de 31 de dezembro de 1948 e subordinado ao município de Barra do Corda, foi elevado à categoria de município com a denominação atual pela lei estadual nº 6201 de 10 de janeiro de 1994 e instalado formalmente em 1 de janeiro de 1997.

## Geografia
A área do município de Fernando Falcão é de 5.086,591 quilômetros quadrados, o que o coloca na posição 13 dentre as 217 cidades do Maranhão.
| Área da unidade territorial [2024] | 5.086,591 km²                     |
| Hierarquia urbana [2018]           | Centro Local                      |
| Região de Influência [2018]        | Barra do Corda - Centro de Zona A |
| Região intermediária [2024]        | Imperatriz                        |
| Região imediata [2024]             | Barra do Corda                    |
| Mesorregião [2022]                 | Centro Maranhense                 |
| Microrregião [2022]                | Alto Mearim e Grajaú              |

Fonte: IBGE
| Bioma predominante [2024]             | Cerrado  |
| Área urbanizada [2019]                | 5,93 km² |
| Esgotamento sanitário adequado [2010] | 0 %      |
| Arborização de vias públicas [2010]   | 86,5 %   |
| Urbanização de vias públicas [2010]   | 0 %      |

Fonte: IBGE

## Demografia
O município de Fernando Falcão tinha uma população estimada em 2021 entorno de 10 559 habitantes.
De acordo com o Censo Demográfico 2022: 
| População no último censo [2022] | 10.873 pessoas                         |
| População estimada [2024]        | 11.184 pessoas                         |
| Densidade demográfica [2022]     | 2,14 habitante por quilômetro quadrado |

Fonte: IBGE

## Economia
Em 2021, o PIB per capita do município de Fernando Falcão era de R$ 9.511,64. Comparando-se com outros municípios do estado do Maranhão, ficava na posição 97 de 217. Já o percentual de receitas externas em 2023 era de 95,72%, o que o colocava na posição 52 de 217.
| PIB per capita [2021]                                                                           | 9.511,64 R$      |
| Índice de Desenvolvimento Humano Municipal (IDHM) [2010]                                        | 0,443            |
| Total de receitas brutas realizadas [2023]                                                      | 65.079.146,00 R$ |
| Transferências correntes (Percentual em relação às receitas correntes brutas realizadas) [2023] | 95,72 %          |
| Total de despesas brutas empenhadas [2023]                                                      | 56.229.667,34 R$ |

Fonte: IBGE
| Salário médio mensal dos trabalhadores formais [2022]                                             | 2,2 salários mínimos |
| Pessoal ocupado [2022]                                                                            | 437 pessoas          |
| População ocupada [2022]                                                                          | 4,02 %               |
| Percentual da população com rendimento nominal mensal per capita de até 1/2 salário mínimo [2010] | 58,7 %               |

Fonte: IBGE

### Desenvolvimento Humano
De acordo com o dados do Programa das Nações Unidas para o Desenvolvimento, possui o segundo pior Índice de Desenvolvimento Humano (IDH) do Brasil e o menor do estado do Maranhão, com o índice de 0,443, o que se iguala ao de países de baixíssimo IDH mundial como Etiópia e Gâmbia.
Saúde
| Mortalidade Infantil [2022]              | 26,2 óbitos por mil nascidos vivos       |
| Internações por diarreia pelo SUS [2022] | 174,7 internações por 100 mil habitantes |
| Estabelecimentos de Saúde SUS [2009]     | 3 estabelecimentos                       |

Fonte: IBGE

## Organização Político-Administrativa
O Município de Fernando Falcão possui uma estrutura político-administrativa composta pelo Poder Executivo, chefiado por um Prefeito eleito por sufrágio universal, o qual é auxiliado diretamente por secretários municipais nomeados por ele, e pelo Poder Legislativo, institucionalizado pela Câmara Municipal de Fernando Falcão, órgão colegiado de representação dos munícipes que é composto por vereadores também eleitos por sufrágio universal.